# Jischmael ben Elischa ha-Kohen Gadol

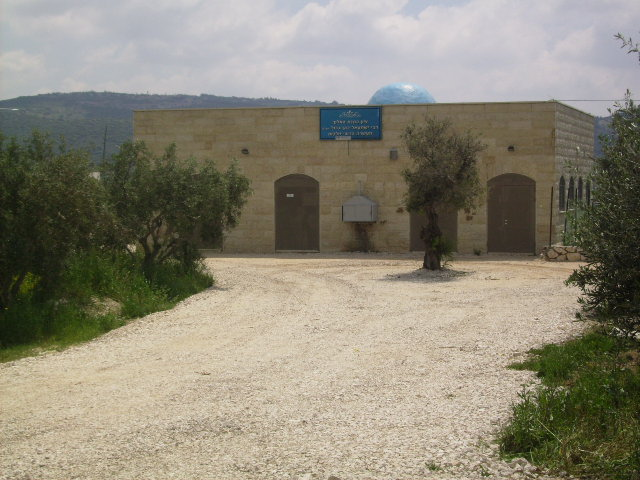
Grab von Jischmael ha-Kohen in Sadschur

Jischmael ben Elischa ha-Kohen Gadol (hebräisch ישמעאל בן אליש כהן גדול) war ein jüdischer Gelehrter im späten 1. Jahrhundert. Er wird zu den Tannaiten der 1. Generation gezählt.
Jischmaels Vater war Hohepriester (Kohen Gadol) im Tempel von Jerusalem vor dessen Zerstörung.
Im Midrasch Elle ezkera wird Jischmael zu den zehn Märtyrern gezählt. Er soll gemeinsam mit Schimon ben Gamaliel I. getötet worden sein.
Sein Grab befindet sich in Sadschur (Sajur) in Galiläa.